# Fondation FDJ
 (janvier 2016).
La Fondation d'entreprise FDJ, est une fondation créée en 1993.

## Historique: la création de la Fondation FDJ

### Origines
L'Union des blessés de la face et de la tête est fondée en 1921 pour venir en aide aux gueules cassées de la Grande Guerre et organise plusieurs souscriptions avec tombolas, en association avec d'autres associations d'anciens combattants.
En 1933, l’État créé la Loterie nationale. La Française des jeux apporte son premier soutien dans le domaine sportif en 1980 avec la contribution au financement du Centre national pour le développement du sport (CNDS) dont la mission est de soutenir et de développer le sport pour tous. Depuis, la Française des jeux poursuit son engagement solidaire avec sa fondation d’entreprise, la Fondation FDJ.

### Naissance
En 1993, la Fondation d'entreprise FDJ est créée par la Française des jeux. Il s’agit alors pour l’entreprise de développer des actions de mécénat dans le prolongement de la vocation solidaire initiale de la Loterie nationale.

### Développement
Après 25 ans de mécénat sportif, La Française des jeux donne depuis 2018 une nouvelle orientation à l’action de sa fondation : favoriser l’égalité des chances par le jeu, dans les domaines de l’éducation et l’insertion, pour des personnes en difficulté, quelles qu’en soient les raisons (discriminations sociales, handicap, exclusion économique, etc.). À ce jour[Quand ?], plus de 100 associations locales et nationales réparties sur tout le territoire français sont soutenues[source secondaire souhaitée].
En 2021, 2,3 millions d'euros ont été distribués à 5 associations œuvrant en faveur des handicapés.

Depuis 2007, la Fondation d’entreprise FDJ soutient l’opération du Secours populaire « Les Oubliés du sport »

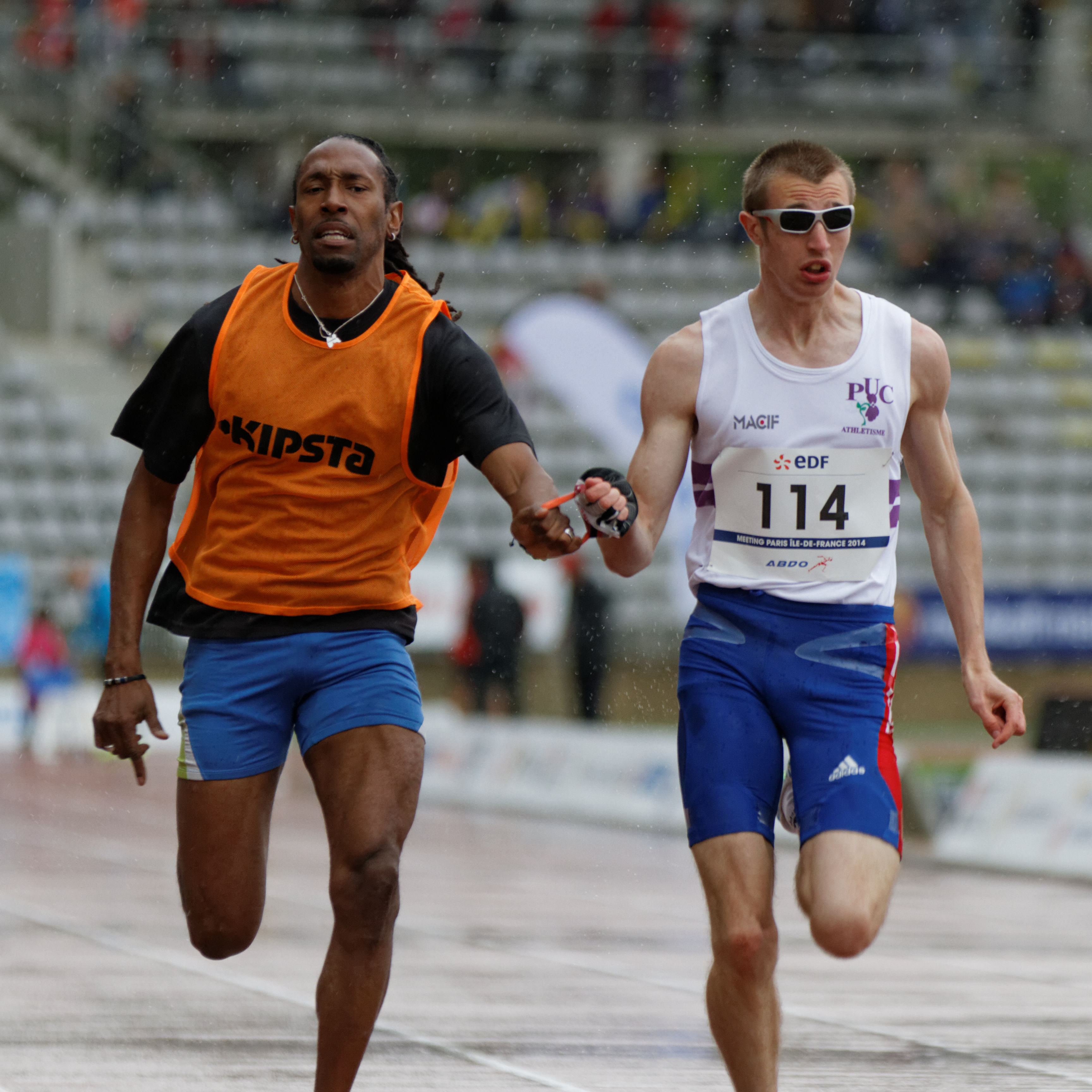
Timothée Adolphe (T11) et son guide Cédric Felip